# Ленинское (Волгоградская область)
Ле́нинское — село в Николаевском районе Волгоградской области России. Административный центр Ленинского сельского поселения.

## История
Получил название в честь своего сельского поселения.

## География
Расположен на северо-востоке региона, по левобережью Волгоградского водохранилища.
Уличная сеть
состоит из 27 географических объектов двух типов: 22 улицы (Весенняя, Гагарина, Ермана, Есенина, Зелёная, Комарова, Комсомольская, Ленина, Маяковского, Мира, Молодёжная, Октябрьская, Песчаная, Пионерская, Раздольная, Рябиновая, Садовая, Северная, Советская, Степная, Толстого, Тургенева) и 5 переулков (Восточный, Ермана, Комарова, Рябиновый, Толстого).
Часовой пояс
Ленинское, как и вся Волгоградская область, находится в часовой зоне МСК (московское время). Смещение применяемого времени относительно UTC составляет +3:00.

## Население
| 2010 |
| ---- |
| 1414 |

## Инфраструктура
Ведущей отраслью экономики является сельскохозяйственное производство.
Средняя школа, администрация сельского поселения, почтамт, медпункт.

## Транспорт
Проходит федеральная дорога Р-229 «Самара — Пугачев — Энгельс — Волгоград».